# 東光寺 (三木市)
東光寺（とうこうじ）は兵庫県三木市にある高野山真言宗の仏教寺院。小屋寺という通称がある。
寺伝によれば奈良時代、聖武天皇の時代の神亀年間（724年- 728年）、行基により開創されたという。
室町時代前期建立の本堂は、国の重要文化財に指定されている。
桜と紅葉の名所として知られ、本堂前の石段脇には、見事な桜の老木が立っている。

## 文化財

### 重要文化財（国指定）
- 本堂― 室町時代前期建立。正面5間、側面5間、寄棟造、単層、本瓦葺、折衷様。

### 兵庫県指定文化財
- 多宝塔―室町時代（1517年）建立。高さ約13m、一辺4m。内部は来迎壁を設け、須弥壇に五智如来像を安置する。

## 所在地・拝観情報
- 〒673-1234 兵庫県三木市吉川町福吉261
- 開門時間 9：00 - 17：00

## 交通アクセス
- 中国自動車道 吉川ICから車6分